# 名古屋西ジャンクション
名古屋西ジャンクション（なごやにしジャンクション）は、愛知県名古屋市中川区にある東名阪自動車道及び名古屋高速5号万場線、名古屋第二環状自動車道（名二環）のジャンクションである。

## 概要
3本の高速道路を接続する四叉分岐のジャンクションである。なお、計画当初から四叉分岐の変則タービン型となるよう設計されているため、名二環の飛島JCT延伸開通時に本来の姿で運用された。
東方向に名古屋高速、西方向に東名阪自動車道が走っており、名二環は南北方向に通る。
構造上、名古屋高速と東名阪道が直進する形になっており、これらから名二環方面へはランプウェイを経由しなければならない。なお、名古屋高速・東名阪道→名二環各方面にのみ本線料金所がある（外回り：大治本線料金所、内回り：千音寺南料金所。2021年4月までは名二環と名古屋高速は均一料金であった）。
当JCTを挟むようにして東側に5号万場線の千音寺出入口、西側に東名阪道の名古屋西IC、北側に名二環の大治南IC、南側に名二環の千音寺南ICが近接している。
東名阪道と名二環の次のインターチェンジ番号はどちらも24番である。
東名阪道の当JCTから四日市JCTまでと名二環全線の高速料金は大都市近郊区間の料金水準である。

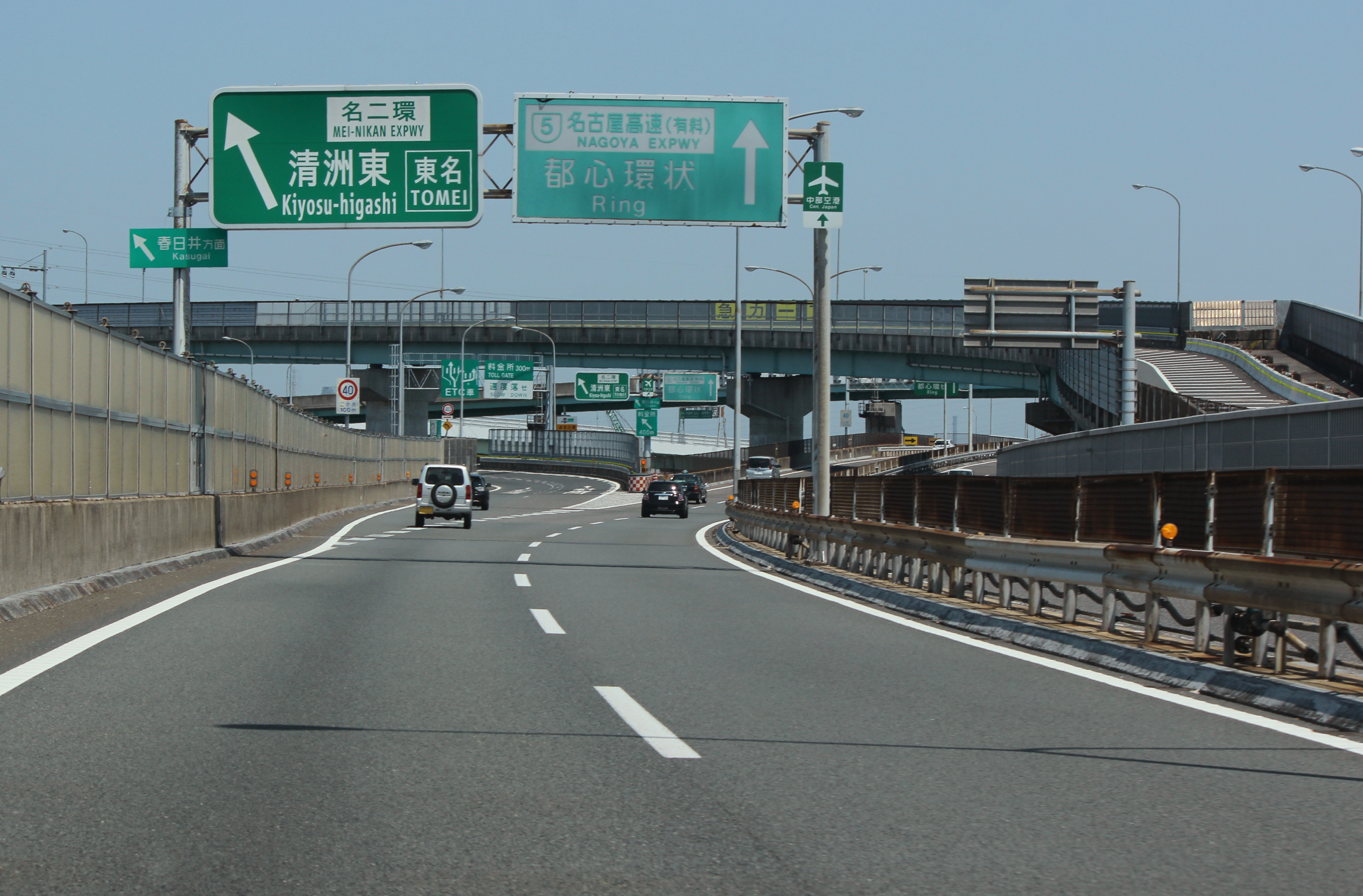
東名阪自動車道から名二環（左方向）と名古屋高速5号万場線（直進方向）方面を望む
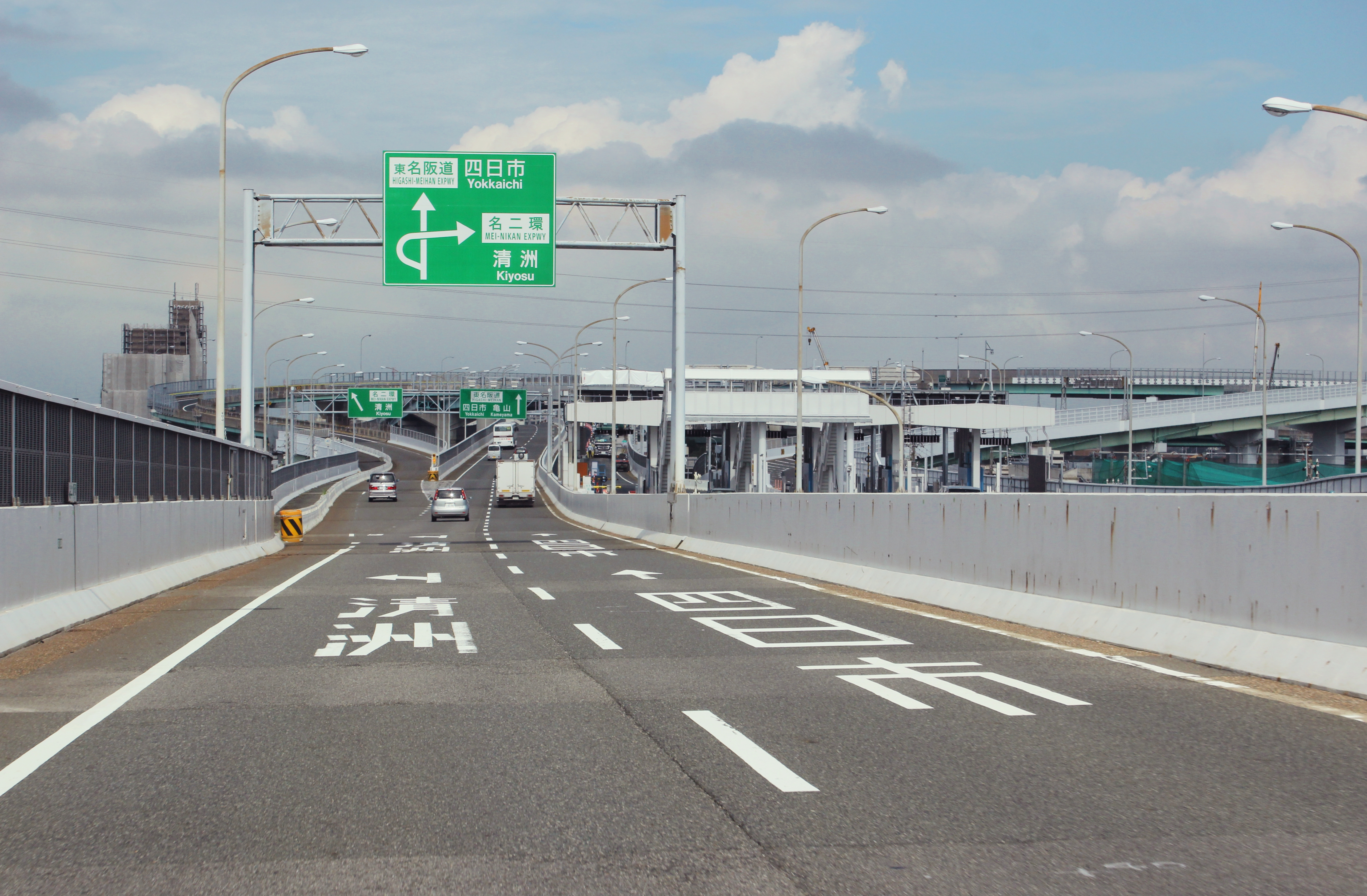
名古屋高速5号万場線から東名阪自動車道、名二環方面を望む（右は千音寺料金所）
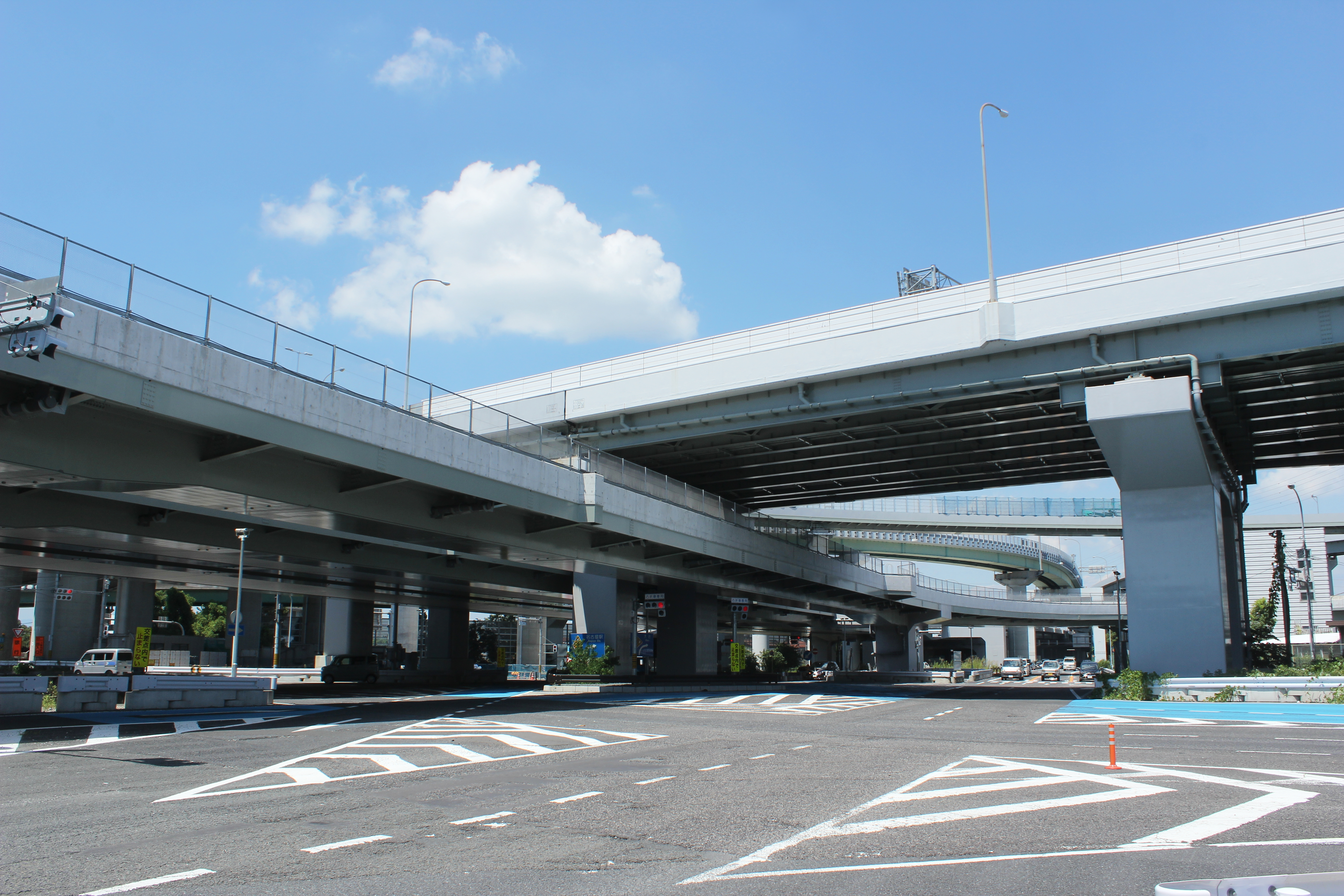
地上から見た名古屋西JCT（2020年）

## 歴史
- 1986年（昭和61年）10月27日 : 名古屋高速5号万場線名古屋西JCT - 新洲崎JCT間（2号東山線白川出入口まで同時開通）と、東名阪自動車道名古屋西IC - 名古屋西JCT間が開業[2]。
- 1988年（昭和63年）3月23日 : 東名阪自動車道（均一料金区間）名古屋西JCT - 清洲東IC間開通[7]により新たにランプウェイを設置[2]。
- 2011年（平成23年）3月20日 : 東名阪自動車道（均一料金区間）を名古屋第二環状自動車道（名二環）に名称変更[8]。
- 2021年（令和3年）5月1日 : 名古屋第二環状自動車道（名二環）名古屋西JCT - 飛島JCT間開通[9]。

## 隣
E23 東名阪自動車道
(23) 名古屋西JCT - (24) 名古屋西IC
名二環および名古屋高速から東名阪道に乗り換えた場合、最初の一般道への出口は蟹江ICとなる。
 名古屋高速5号万場線
(503,513) 千音寺出入口 - (23) 名古屋西JCT
東名阪道および名二環から名古屋高速に乗り換えた場合、最初の一般道への出口は烏森出口となる。
C2 名古屋第二環状自動車道
(22) 大治南IC - (23) 名古屋西JCT（外回り：大治TB / 内回り：千音寺南TB） - (24) 千音寺南IC
東名阪道および名古屋高速から名二環に乗り換えた場合、最初の一般道への出口は大治北ICまたは富田ICとなる。